# الوقاية من السكري النمط الثاني
يُمكن تحقيق الوقاية من مرض السكري النوع الثاني عن طريق تغيير نمط الحياة وتناول الدواء المُناسب. يُمكن أن يتأخر حُدوث الإصابة بالسكري النوع الثاني من خلال اتباع برنامج غذائي سليم ومُمارسة الرياضة بشكل مُنتظم. وتُقلل مُمارسة النشاط البدني بشكل عالي من خطر الإصابة بالسُكري بما نسبته 28%.